# Listă de lacuri din Bosnia și Herțegovina
Lacurile naturale din Bosnia și Herțegovina ocupă 61.5 km², care este un pic mai mult de 0,12% din suprafața totală a Bosniei și Herțegovinei. Buško Blato este cel mai mare lac, dimensiunea acestuia fiind de 56.7 km². Lacul Blidinje  este cel mai mare lac natural montan din Bosnia și Herțegovina, cu suprafața variind între 2,5 și 6 km², iar lacul Buško Blato cu dimensiunea de 56,7 km² este cel mai mare lac de acumulare artificial din Bosnia și Herțegovina; Dimensiunea totală a tuturor lacurilor este de 1/10 față de media mondială. Din aceasta cauza, lacurile naturale din Bosnia și Herțegovina nu sunt importante important. 
Se presupune că lacurile naturale din Bosnia și Herțegovina au mai mult de 9000 de ani, spre deosebire de alte lacuri europene. La această concluzie s-a ajuns după explorările vârstei nămolului din lacuri. În literatura veche de specialitate s-a spus că lacurile de munte din Bosnia și Herțegovina au fost realizate ca urmare a mișcărilor glaciare. 
În partea montană din Bosnia și Herțegovina creșterea animalelor a avut un impact crucial asupra lacurilor. Fiecare fermă avea propriul lac care a servit ca un loc de adăpat pentru cirezi. Dacă nu există lacuri naturale în Bosnia și Herțegovina, au fost realizate lacuri artificiale au fost făcute, de exemplu Lacul Jugovo pe muntele Zelengora. 
Spre deosebire de lacurile de munte din Bosnia și Herțegovina, lacul Plivsko a fost creat ca urmarea a precipitațiilor de natură chimică a mineralelor carbonate, în timpul procesului formându-se și sedimente de travertin. Subzistența acestor lacuri este extrem de amenințată de urbanizare, care a început în anii 1960. 

## Listă de lacuri
| Lac                 | Origine              | Municipalitate/Oraș/Comună/Munte |
| ------------------- | -------------------- | -------------------------------- |
| Alagovac            | Natural              | Nevesinje                        |
| Balkana             | * Natural/Artificial | Mrkonjić Grad                    |
| Bara                |                      |                                  |
| Bardača             | Natural              | Srbac                            |
| Bašigovačko         | Natural              | Živinice                         |
| Bijelo              | Natural              | Treskavica                       |
| Bijelo              | Natural              | Zelengora                        |
| Bilećko             | Artificial           | Bileća                           |
| Bistarac            | Natural              | Lukavac                          |
| Bijelo Borje        | Natural              | Bijelo Borje - Vareš             |
| Blatačko            | Natural              | Konjic/Bjelašnica                |
| Blidinje            | Natural              | Posušje/Vran                     |
| Bočac               | Artificial           | Banja Luka                       |
| Boračko             | Natural              | Konjic/Glavatičevo               |
| Breštica            | Natural              | Banovići                         |
| Bukvensko           |                      |                                  |
| Busača              |                      |                                  |
| Busija              | Natural              | Glamoč                           |
| Buško Blato         | Artificial           | Livno                            |
| Bužimsko            | Artificial           | Bužim                            |
| Crno                | Natural              | Treskavica                       |
| Crno                | Natural              | Zelengora                        |
| Crvenjak            | Natural              | Čvrsnica                         |
| Deransko            | Natural              | Hutovo Blato                     |
| Donje Bare          | Natural              | Zelengora                        |
| Drenova             | Natural              | Prnjavor                         |
| Drijen Vrelo        | Natural              | Hutovo Blato                     |
| Glamočko            | Natural              | Glamoč                           |
| Gornje Bare         | Natural              | Zelengora                        |
| Grabovičko          | Artificial           | Jablanica                        |
| Grahovčići          | * Artificial/Natural | Travnik                          |
| Grajseljići         | Artificial           | Ulog                             |
| Gubinsko            |                      |                                  |
| Gvozno              | Natural              | Ulog                             |
| Hazna               | Artificial           | Gradačac                         |
| Hrast               | Natural              | Glamoč                           |
| Humci               |                      | Čelić                            |
| Idovačko            | Natural              | Raduša                           |
| Ispod Pržića Malo   | * Artificial/Natural | Vareš                            |
| Ispod Pržića Veliko | * Artificial/Natural | Vareš                            |
| Jablaničko          | Artificial           | Jablanica/Konjic                 |
| Jelim               | Natural              | Hutovo Blato                     |
| Jelovac             |                      |                                  |
| Jugovo              | Natural              | Zelengora                        |
| Kalemovo            |                      |                                  |
| Kladopoljsko        | Natural              | Zelengora                        |
| Klinje              | Artificial           | Gacko                            |
| Kotlaničko          | Natural              | Zelengora                        |
| Krenica             | Natural              | Drinovačko field                 |
| Kukavičko           | Natural              | Kupres                           |
| Kvrkulja            |                      |                                  |
| Laminci             | Natural              | Gradiška                         |
| Lipsko              | Artificial           | Livno                            |
| Mali Lug            | * Artificial/Natural | Fojnica                          |
| Malo                |                      |                                  |
| Malo Plivsko        | Natural              | Jajce                            |
| Mandek              | Artificial           | Livno                            |
| Mezgraja            | * Artificial/Natural | Ugljevik                         |
| Mijino              |                      |                                  |
| Modračko            | Artificial           | Lukavac                          |
| Mostarsko           | Artificial           | Mostar                           |
| Nuga                | Artificial           | Tihaljina                        |
| Orah                | Natural              | Hutovo Blato                     |
| Orlovo              |                      | Ozren                            |
| Oličko              |                      |                                  |
| Opačićko            |                      |                                  |
| Orlovačko           | Natural              | Zelengora                        |
| Panonsko            | Artificial           | Tuzla                            |
| Pasje               |                      |                                  |
| Paučko              | * Natural/Artificial | Kladanj                          |
| Pelagićevo          | * Artificial/Natural | Pelagićevo                       |
| Peručaćko           | Artificial           | Peručac                          |
| Pijavičko           |                      |                                  |
| Platno              | Natural              | Treskavica                       |
| Popovača            |                      |                                  |
| Prekajsko           | Artificial           | Drvar                            |
| Prokoško            | Natural              | Vranica                          |
| Radovan             | Artificial           | Gornji Vakuf                     |
| Ramsko              | Artificial           | Prozor                           |
| Ramičko             | Natural              | Banovići                         |
| Rastičevsko         | Natural              | Kupres                           |
| Salakovačko         | Artificial           | Mostar/Salakovac                 |
| Sniježnica          | Artificial           | Teočak                           |
| Starača             |                      |                                  |
| Šatorsko            | Natural              | Šator                            |
| Šićki Brod          | * Artificial/Natural | Šićki Brod                       |
| Škrka               | Natural              | Hutovo Blato                     |
| Štirinsko           | Natural              | Zelengora                        |
| Trebinjsko          | Artificial           | Trebinje                         |
| Tribistovo          | Artificial           | Posušje                          |
| Turjača             | Natural              | Kupres                           |
| Uloško              | Natural              | Ulog                             |
| Vareš-Smreka        | * Artificial/Natural | Vareš                            |
| Velež               |                      | Velež                            |
| Veliki Lug          | * Artificial/Natural | Fojnica                          |
| Veliko              | Natural              | Treskavica                       |
| Veliko Plivsko      | * Natural/Artificial | Jajce                            |
| Vidara              | Artificial           | Gradačac                         |
| Vijenac             | * Natural/Artificial | Banovići                         |
| Višegradsko         |                      | Višegrad                         |
| Vrtliško            | * Artificial/Natural | Kakanj                           |
| Zanasovići          | * Artificial/Natural | Bugojno                          |
| Zvorničko           | Artificial           | Zvornik                          |
| Ždrimačko           |                      | Gornji Vakuf                     |
| Župica              |                      |                                  |